# Burmeistera virescens
Burmeistera virescens là loài thực vật có hoa trong họ Hoa chuông. Loài này được (Benth.) Benth. & Hook.f. ex Hemsl. mô tả khoa học đầu tiên năm 1881.